# Olivier Lanneluc
Olivier Lanneluc est un pianiste français né le 3 mai 1961 à Lourdes ; il a notamment travaillé avec Paul Personne durant de nombreuses années et contribué à la composition de la musique du film français Les Braqueuses, et des séries et films d'animation Boule et Bill, Moot-Moot, Petit Potam…
Il compose la musique de la série animée des lapins crétins diffusée en 2014[réf. nécessaire].
Né dans une famille  originaire de Bordeaux, il s'intéressa à la musique très rapidement et commença donc le piano dès son enfance.